# المشاركة العربية في الألعاب الأولمبية

حتى دورة الألعاب الأولمبية الصيفية 2024 التي أقيمت في باريس، جمع الرياضيون العرب 148 ميدالية (40 ذهبية، 38 فضية و 70 برونزية)، على مدى مشاركتهم في دورات الألعاب الأولمبية، منذ أول مشاركة عربية عن طريق مصر في الدورة الأولمبية الخامسة التي أقيمت بالعاصمة السويدية ستوكهولم سنة 1912.

## المشاركات الأولى (1912–1952)
كانت أول مشاركة عربية في الألعاب الأولمبية في دورة ستوكهولم 1912 عن طريق المبارز المصري أحمد حسنين في مسابقة سلاح الشيش. ومن ثم شاركت مصر في دورة 1920 بفريق اكبر من الرياضيين وكذلك الامر في دورة 1924 حتى هذه الدورة بقية المشاركة العربية تقتصر على مصر من دون حصولها على اي مدالية أولمبية. إلا ان مشاركة مصر في دورة 1928 كانت مختلفة حيث بدأت بحصد الميداليات وذلك عن طريق رفع الأثقال بواسطة المصري سيد نصير الذي أحرز ذهبية رفع الاثقال للوزن خفيف الثقيل ومواطنه إبراهيم مصطفى الذي نال ذهبية المصارعة الرومانية لوزن خفيف الثقيل، بالإضافة إلى الغطاس المصري فريد سميكة الذي نال فضية الغطس من المنصة الثابتة وبرونزية الغطس من المنصة المتحركة.
لم تشارك اي دولة عربية في دورة 1932، عادت مصر للمشاركة في الألعاب وذلك في دورة برلين 1936، وكذلك لحصد الميداليات، إذ توجت مصر بذهبيتين وفضية وبرونزيتين جميعها في رفع الأثقال، وذلك بواسطة كل من الرباعين خضر التوني (الوزن المتوسط)، وأنور مصباح (الوزن الخفيف) لكل منهما ذهبية، وفضية لصالح سليمان في (وزن الريشة) وبرونزيتي إبراهيم شمس (وزن الريشة) وإبراهيم واصف (الوزن خفيف الثقيل).
توقفت الألعاب الأولمبية في دورتي 1940 و 1944 بسبب الحرب العالمية الثانية. مع عودة الألعاب الأولمبية في دورة لندن عام 1948، التي شهدت مشاركة كل من العراق وسوريا ولبنان لاول مرة، بالإضافة لمصر. إذ عاودت مصر حصد الميداليات حيث أحرزت ذهبيتين للرباعين محمود فياض (وزن الريشة) وإبراهيم شمس (الوزن الخفيف)، وفضية للرباع عطية حمودة (الوزن الخفيف) وذلك في منافسات رفع الاثقال. وفضية اخرى للمصارع محمود حسن (وزن الديك) وبرونزية للمصارع إبراهيم عرابي (وزن خفيف الثقيل) وذلك في منافسات المصارعة الرومانية.
دورة هلسنكي 1952 شهدت مشاركة كل من مصر ولبنان فقط، حصد خلالها لبنان على أول ميدالياته ليكون بذلك ثاني الدول العربية حيازة للميداليات الأولمبية. حصد العرب في هذه الدورة على ثلاث ميداليات (فضية وبرونزيتان). جميعها في منافسات المصارعة الرومانية. فقد احرز لبنان فضية عن طريق زكريا شهاب (وزن الديك) وبرونزية عن طريق خليل طه (الوزن الوسط)، أحرزت مصر برونزية عن طريق عبد العال راشد (وزن الريشة).
قاطع العرب دورة 1956 وذلك بسبب العدوان الثلاثي على مصر.

## المشاركة العربية الموسعة (1960-1996)
شهدت دورة روما 1960 مشاركت المغرب والسودان وتونس لأول مرة، بالإضافة الى لبنان والعراق والجمهورية العربية المتحدة (مصر وسوريا). حصد خلالها العرب على اربع ميداليات (فضيتان وبرونزيتان). وذلك عن طريق المغربي راضي بن عبد السلام الذي توج بفضية سباق الماراتون. كما أحرز المصري عثمان السيد فضية المصارعة الرومانية لوزن الذبابة والمصري عبد المنعم الجندي برونزية الملاكمة لوزن الذبابة والعراقي عبد الواحد عزيز برونزية رفع الاثقال للوزن الخفيف. خلال هذه الدورة حصلت كل من المغرب والعراق على أول ميدالية في تاريخهما.
في دورة طوكيو 1964 شاركت الجزائر لأول مرة، وكان من المفترض مشاركة ليبيا إلا انها انسحبت فيما بعد، شاركت السعودية بوفد إداري فقط من دون أي رياضي. حصد العرب خلال هذه الدورة ميداليتان (فضية وبرنزية). كلتاهما عن طريق تونس التي حازت على أول ميدالياتها وذلك من خلال العداء محمد القمودي بتتويجه بفضية سباق 10 آلاف متر وحبيب غالية ببرونزية الملاكمة لوزن خفيف الوسط.
وفي دورة مكسيكو 1968 شاركت 10 دول عربية من ضمنها الكويت وليبيا لأول مرة. حصد خلالها العرب على ميداليتان (ذهبية وبرونزية). حقق التونسي محمد القمودي إنجازا كبيرا بتتويجه بذهبية سباق 5 آلاف م وبرونزية سباق 10 آلاف مهديا بذلك أول ميدالية ذهبية لتونس في تاريخ مشاركاتها.
في دورة ميونيخ 1972 شاركت 11 دولة عربية من ضمنها الصومال والسعودية لأول مرة مع تغيب لليبيا عن المشاركة. حصد العرب خلال هذه الدورة على ميداليتان (فضيتان). حيث أضاف التونسي محمد القمودي لرصيده فضية في سباق 5 آلاف م ليصبح أفضل مشارك عربي في الألعاب الأولمبية بإحرازه ذهبية وفضية وبرونزيتين خلال ثلاث دورات أولمبية. كما أضاف اللبناني محمد طرابلسي فضية في رفع الاثقال للوزن المتوسط.
في دورة مونتريال 1976 لم يشارك سوا ثلاث دول عربية الكويت ولبنان والسعودية حيث قاطعت بقية البلاد العربية الدورة احتجاجا على مشاركة نيوزلندا التي طبعت رياضيا مع نظام الفصل العنصري القائم في جنوب افريقيا. وقتصرت الدول الثلاث على المنافسة دون قدرتها على حصد اي ميدالية.
في دورة موسكو 1980 شاركت سبع دول عربية من ضمنها الأردن المشارك لأول مرة، مع مقاطعة بعض الدول العربية بسبب الغزو السوفياتي لأفغانسان. حصد العرب ميدالية برونزية وحيدة أحرزها اللبناني حسن بشارة في المصارعة الرومانية لوزن فوق الثقيل.
في دورة لوس أنجلوس 1984 شاركت 19 دولة عربية من ضمنها 7 دول عربية تشارك لأول مرة هي (البحرين وجيبوتي وموريتانيا واليمن الشمالي وعمان وقطر و الامارات) وشهدت الدورة مقاطعة من قبل الوفد الليبي. حصد العرب في هذه الدورة 6 ميداليات (ذهبيتين وفضيتين وبرونزيتين). إذ أحرزت المرأة العربية أول ميدالية لها حيث حققت العداءة المغربية نوال المتوكل ذهبية في ألعاب القوى في سباق 400م حواجز، وفي نفس الدورة حقق العداء المغربي سعيد عويطة ذهبية 5000 متر، وحقق المصري محمد رشوان فضية في منافسات الجودو في الوزن الثقيل كما تحصل السوري جوزف عطية على فضية في المصارعة الرومانية. كما حصل الجزائري مصطفى موسى والجزائري محمد زاوي على برونزية في الملاكمة. حصدت المغرب على اولى ميدالياتها الذهبية في هذه الدورة. كما حصدت كل من سوريا والجزائر على اول ميدالياتها في الألعاب الأولمبية.
في أولمبياد سيئول 1988 شارك 21 وفدا عربيا من ضمنها وفدان لليمن الأول لليمن الشمالي والثاني لليمن الجنوبي الذي يشارك لاول مرة. حصدت العرب على اربع ميداليات (ذهبية وثلاث برونزيات). إذ أحرز المغربي مولاي إبراهيم بوطيب ذهبية في ألعاب القوى في سباق 10000 متر فيما تحصل كل من المغربي عبد الحق عشيق على برونزية الملاكمة (وزن الريشة)، كما أحرز العداء المغربي سعيد عويطة برونزية سباق 800 متر والجيبوتي أحمد صالح برونزية في سباق الماراتون. حصدت جيبوتي في هذه الدورة على ميداليتها الأولمبية الأولى.
وفي دورة برشلونة 1992 شاركت 19 دولة عربية مع تغيب وفد الصومال. أحرز العرب 6 ميداليات (ذهبيتين وفضية وثلاث برونزيات).  الذهبيتين للمغربي خالد سكاح في سباق 10000 م و الجزائرية حسيبة بولمرقه في سباق 1500 م. كما أحرز المغربي رشيد البصير فضية في سباق 1500 م والجزائري حسين سلطاني برونزية في الملاكمة لوزن الريشة والمغربي محمد عشيق برونزية في الملاكمة لوزن الديك والقطري محمد سليمان ببرونزية سباق 1500 م. احرزت الجزائر في هذه البطولة ذهبيتها الأولى بينما حصدت قطر ميداليتها الأولمبية الأولى.
وفي دورة أتلانتا 1996 شاركت 22 دولة عربية بما فيها فلسطين وجزر القمر لأول مرة. أحرز العرب سبع ميداليات (ثلاث ذهبية واربع برونزيات).وهي المرة الأولى التي احرزو بها ثلاث ميداليات ذهبية، وذلك لكل من الجزائري نور الدين مرسلي في سباق 1500 م، والسورية غادة شعاع في مسابقة السباعية، والملاكم الجزائري حسين سلطاني في الوزن الخفيف. بالإضافة لأربع برونزيات لكل من الجزائري محمد بحاري في الملاكمة والتونسي فتحي الميساوي في وزن 65,5 في الملاكمة أيضًا والمغربي خالد بولامي في سباق 5,000 م والمغربي صلاح حيسو في سباق 10000 م. حصدت سوريا ذهبيها الأولى في هذه الدورة.

## من سيدني 2000 إلى طوكيو 2020
دورة سيدني 2000 شاركت بها 22 دولة عربية، حصل العرب خلالها على 14 ميدالية (ذهبية وثلاث فضيات وعشر برونزيات)، تعبر الدورة رابع أفضل مشاركة عربية من حيث عدد الميداليات، وهي اكثر دورة يحصل بها العرب على ميداليات برونزيات حتى دورة طوكيو 2020، الذهبية الوحيدة كانت للعداءة الجزائرية نورية بنيدة مراح في سباق 1500 م، وثلاث فضيات لكل من السعودي هادي صوعان سباق 400 م حواجز والمغربي هشام الكروج في سباق 1500 م والجزائري علي سعيدي سياف في سباق 5000 متر. أما العشر برونزيات لكل من الكويتي فهيد الديحاني في الحفرة المزدوجة في الرماية والجزائري عبد الرحمن حماد في مسابقة الوثب العالي والمغربي إبراهيم لحلافي برونزية سباق 5000 م والمغربي علي الزين في سباق 3 آلاف م موانع، والمغربية نزهة بدوان في سباق 400 م حواجز، والجزائري سعيد جابر القرني في سباق 800 م والقطري أسعد سعيد سيف في رفع الأثقال والمغربي الطاهر التمسماني في وزن 57 كلغ في الملاكمة والجزائري محمد علالو في وزن 63,5 كلغ في الملاكمة والسعودي خالد العيد في القفز الحواجز في الفروسية.حصدت كل من الكويت والسعودية في هذه الدورة على أولى ميداليتها الأولمبية.
دورة أثينا 2004 شاركت بها 21 دولة عربية وتغيبت جيبوتي عن الدورة بعد ان كانت قد شاركت في حفل الإفتتاح. حصد العرب بهذه الدورة عشر ميداليات (أربع ذهب وفضيتين وأربع برونزيات). أبرز إنجاز عربي كان تحقيق المغربي هشام الكروج ميداليتين ذهبيتين في مسافتي 1500 و 5000 متر، وهو ثاني شخص في تاريخ الأولمبياد يجمع ذهبيتي هاتين المسافتين بعد العداء الفلندي بافورنورمي الذي كان قد حقق فوزين في سباقين لنفس المسافتين خلال أولمبياد باريس عام 1924، كما أحرز الإماراتي أحمد بن حشر آل مكتوم ذهبية الحفرة المزدوجة في مسابقة الرماية. واحرزت مصر لخمس ميداليات منها ذهبية للمصارع المصري كرم جابر في وزن 96 كلغ في المصارعة الرومانية، وفضية لمحمد علي رضا في الملاكمة في وزن فوق 91، وثلاث برونزيات لكل من أحمد إسماعيل في وزن 81 كلغ في الملاكمة ومحمد السيد في وزن 91 كلغ في الملاكمة وتامر بيومي في وزن 58 كلغ في التايكواندو. كما أحرزت المغربية حسناء بنحسي على فضية في سباق 800 متر والسوري ناصر الشامي برونزية في الملاكمة وزن 91 كلغ. في هذه الدورة حصدت الامارات ميداليتها وذهبيتها الأولى.
وفي دورة بكين 2008 شاركت 22 دولة عربية، حصدت خلالها على 8 ميداليات (ذهبية وثلاث فضيات وأربع برونزيات) تراجع العطاء العربي نسبيا فاستقر على سبع ميداليات بعد سحب الميدالية الذهبية التي أحرزها البحريني رشيد رمزي في 1500 متر لتعاطيه المنشطات.
فتألق في المقابل السباح التونسي أسامة الملولي بإحرازه ذهبية 1500 متر سباحة حرة وهي الوحيدة للعرب مقابل ثلاث فضيات لكل من السوداني إسماعيل أحمد إسماعيل في سباق 800 م في العاب القوى والمغربي جواد غريب في سباق الماراتون والجزائري عمار بن يخلف في وزن تحت 90 كلغ في الجودو، بالإضافة لثلاث برونزيات لكل من المصري هشام مصباح في وزن تحت 90 كلغ في الجودو والجزائرية صورايا حداد في وزن 52 كلغ في الجودو والمغربية حسناء بنحسي في سباق 800 م في العاب القوى.
في أولمبياد لندن 2012 حقق العرب 12 ميدالية (ثاني أفضل دورة من حيث العدد الإجمالي للميداليات) بثلاث ذهبيات فضيتين وسبع برونزيات.
حيث أحرز السباح التونسي الكبير أسامة الملولي ميدالية ذهبية وأخرى برونزية أضافها لذهبيته في بكين 2008، كما أحرز الجزائري توفيق مخلوفي على ذهبية في سباق 1500 متر عدوا كما أحرزت البطلة التونسية حبيبة الغريبي ذهبية سباق 3000 متر موانع للسيدات بعد استبعاد العداءة الروسية التي حلت في المركز الأول.
حصلت الدول العربية أيضا على ميداليتين فضيتين لمصر عن طريق المصارع كرم جابر في المصارعة والمسايف علاء الدين أبو القاسم في المسابقة.
بالإضافة لبرونزيات لكل من القطري ناصر العطية في الرماية والكويتي فهيد الديحاني في الرماية أيضا والمنتخب السعودي للفروسية والبحرينية مريم جمال في 1500 متر والمغربي عبد العاطي إيكيدير في 1500 متر والقطري معتز برشم في القفز العالي لألعاب القوى.
دورة ريو 2016 حقق الكويتي فهيد الديحاني ذهبية العرب الثانية في الرماية بعد ذهبية الأردني أحمد أبو غوش في التايكواندو في مُسجلين أول ذهبيتين لبلدهم في تاريخ الأولمبياد.
وفي اولمبياد طوكيو 2020 حقق العرب أفضل عدد من الميداليات المتنوعه في تاريخ مشاركات الدول العربيه في الألعاب الأولمبيه برصيد 18 ميداليه متنوعه منها 5 ميداليات ذهبيه و4 فضيات و9ميداليات برونزيه وشهد الأولمبياد ولاده بطل تونسي جديد في السباحة أحمد حفناوي الذي حقق الميدالية الذهبيه لتونس في طوكيو في فعاليات السباحة (400 متر سباحه حره) كأصغر سباح بالغاً من العمر 18 عاماً،!!!
وايضاً في طوكيو حققت قطر الذهب لأول مره في تاريخ مشاركاتها في الألعاب الأولمبيه بعد ما أحرزت 3 ميداليات ذهبيتان وبرونزيه واحده وحققت قطر الذهب عن طريق الرياضي المتألق معتز برشم في رياضة الوثب العالي والرباع فارس حسونه وجائت الميدالية البرونزيه لقطر في كرة الطائرة الشاطئيه عن طريق الثنائي (أحمد تيجان وشريف يونس)، ، لتعتبر بذلك أول ميداليه عربيه عن طريق رياضه جماعيه
وفي رياضه غير فرديه في تاريخ المشاركة العربيه في الألعاب الأولمبيه، ،
وكانت مصر صاحبة اكبرر عدد من الميداليات المتنوعه في المشاركة العربيه في طوكيو 2020 برصيد 6 ميداليات (ذهبيه واحده ومثلها فضيه و4 ميداليات برونزيه) وحققت مصر الذهب عن طريق لاعبة الكاراتيه فريال عبد العزيز لتكون أول لاعبه مصريه تحقق الميدالية الذهبيه لمصر في تاريخ مشاركات مصر في الألعاب الأولمبيه،!!
تأتي تونس التي حققت ميداليتان ذهبيه وفضيه لتنهي المشاركة بالترتيب الثالث للدول العربيه في قائمة الميداليات الاولمبيه
والمغرب ب ذهبيه واحده حققها الرياضي سفيان البقالي في فعاليات ألعاب القوى أثر فوزه في سباق 3000 متر موانع وبذلك يحصد المغرب ميداليته الذهبيه الأولى بعد ذهبيات العداء هشام الكروج في سباق1500 متر وسباق 3000 متر في اولمبياد أثينا 2004 أي منذ 17 عاماً
ثم تأتي الأردن بعد حصولها على ميداليتان فضيه في رياضه التايكواندو للرياضي صالح الشرباتي وبرونزيه في رياضه الكارتيه للرياضي عبد الرحمان المصاطفه
وحققت المملكة العربيه السعودية فضيه واحده في رياضة الكارتيه عن طريق الرياضي طارق حامدي في منافسات الكارتيه فوق وزن 75 كيلو غرام بعد ما كان قريباً من تحقيق الذهب لأول مره للمملكه العربيه السعودية في تاريخ مشاركاتها في الألعاب الاولمبيه بعد ما أرتكب خطأ فني في نهاية المباراة لتكون، هذه ثاني ميداليه فضيه للسعوديه في تاريخ مشاركاتها في الالعاب الاولمبيه بعد فضيه العداء هادي صوعان في سباق 400 متر حواجز في دوره سيدني 2000
وايضاً حققت البحرين ميداليه فضيه واحده عن طريق العدائه (كاليدان جيزاهين) في منافسات الالعاب القوى في سباق 10 آلاف متر لتحقق بذلك الميدالية الوحيده للبحرين في دورة طوكيو 2020
وايضا حققت دولة الكويت ميداليه برونزيه واحده عن طريق الرياضي المخضرم عبد الله الرشيدي في رياضه الرماية سكيت وتعبتر هذه ثاني ميداليه برونزيه للرشيدي في الألعاب الأولمبيه بعد برونزيه دورة ريو 2016
وحققت سوريا ميداليه برونزيه واحده في رياضة رفع الأثقال في فئة وزن 109 كلغ عن طريق الرباع معن أسعد الذي (رفع 190 كلغ خطفاً و 234كلغ نتراً) ليصبح المجموع (424 كلغ) ويحل ثالثاً ليحقق الميدالية الوحيده لسوريا في دورة طوكيو 2020
ختاماً بذلك تصبح هذه أفضل مشاركه عربيه في تاريخ مشاركات العرب في الدورات الأولمبيه،

## المرأة العربية
جاء تألق المرأة العربية منذ دورة لوس أنجلوس عام 1984 حيث حققت العدائة المغربية نوال المتوكل ذهبية 400 م حواجز وهي أول امرأة عربية وأول امرأة مسلمة من دول ذات أغلبية إسلامية تحرز ميدالية دهبية. وفي دورة برشلونة عام 1992 أحرزت الجزائرية حسيبة بولمرقة الميدالية الذهبية الأولى للجزائر في الدورات الأولمبية في سباق 1500 م وهي ثاني مرأة عربية تحرز الذهب. وفي دورة أتلانتا عام 1996 أحرزت السورية غادة شعاع الميدالية الذهبية الأولى والوحيدة لبلادها في مسابقة السباعية. وفي سيدني 2000 أحرز العرب ميدالية ذهبية واحدة فقط كانت من الجزائرية نورية مراح بنيدة في سباق 1500 م سيدات، بالإضافة لبرونزية المغربية نزهة بيدوان في 400 متر حواجز، كما أحرزت المغربية حسناء بنحسي فضية 800 متر في 2004 وبرونزية السباق نفسه في 2008 بالإضافة إلى برونزية الجزائرية ثرية حداد في الجودو. وفي 2012 أحرزت التونسية حبيبة غريبي ذهبية 3000 متر حواجز والبحرينية مريم يوسف جمال برونزية في 1500 متر وفي 2016 أحرزت التونسيتان مروى العمري وإيناس بوبكري ميداليتين برونزيتين الأولى في المبارزة وفي المصارعة 58 كغ سيدات والمصرية سارة أحمد ميدالية برونزية في رياضة رفع الأثقال 69 كلغ سيدات والبحرينية رود جيبيت ميدالية ذهبية في ألعاب القوى 3000 متر موانع سيدات والمصرية هداية وهبة ملاك الميدالية البرونزية في رياضة التايكواندو 57 كغ سيدات
في أولمبياد طوكيو ٢٠٢٠ حققت المصرية هداية ملاك برونزية جديدة في رياضة التايكوندو وزن ٦٧ كغ سيدات، كما فازت في أولمبياد طوكيو لاعبة الكاراتيه أو الكوموتيه فريال عبد العزيز أشرف بأول ميدالية ذهبية للمصريين والعرب وأصبحت أول فتاة أو امرأة مصرية تفوز بميدالية ذهبية أولمبية أو عربية في التاريخ تفوز بميدالية ذهب في وزن فوق 61 كيلو جرام، كما فازت اللاعبة جيانا فاروق بميدالية برونزية بنفس اللعبة.

## ترتيب الدول العربية حسب الميداليات
تصنيف حسب عدد الميداليات للألعاب الأولمبية الصيفية إلى غاية الألعاب الأولمبية الصيفية 2024 :
| الترتيب | منتخب                    | ذهبية | فضية | برونزية | المجموع |
| ------- | ------------------------ | ----- | ---- | ------- | ------- |
| 1       | مصر                      | 9     | 12   | 20      | 41      |
| 2       | المغرب                   | 8     | 5    | 13      | 26      |
| 3       | الجزائر                  | 7     | 4    | 9       | 20      |
| 4       | تونس                     | 6     | 4    | 8       | 18      |
| 5       | البحرين                  | 4     | 3    | 1       | 8       |
| 6       | قطر                      | 2     | 2    | 5       | 9       |
| 7       | الأردن                   | 1     | 2    | 1       | 4       |
| 8       | سوريا                    | 1     | 1    | 2       | 4       |
| 9       | الكويت                   | 1     | 0    | 4       | 5       |
| 10      | الإمارات العربية المتحدة | 1     | 0    | 1       | 2       |
| 11      | لبنان                    | 0     | 2    | 2       | 4       |
| 12      | السعودية                 | 0     | 2    | 2       | 4       |
| 13      | السودان                  | 0     | 1    | 0       | 1       |
| 14      | العراق                   | 0     | 0    | 1       | 1       |
| 15      | جيبوتي                   | 0     | 0    | 1       | 1       |
| -       | موريتانيا                | 0     | 0    | 0       | 0       |
| -       | سلطنة عمان               | 0     | 0    | 0       | 0       |
| -       | فلسطين                   | 0     | 0    | 0       | 0       |
| -       | جزر القمر                | 0     | 0    | 0       | 0       |
| -       | اليمن                    | 0     | 0    | 0       | 0       |
| -       | ليبيا                    | 0     | 0    | 0       | 0       |
| -       | الصومال                  | 0     | 0    | 0       | 0       |
| المجموع | المجموع                  | 40    | 38   | 70      | 148     |

## توزيع ميداليات الدول العربية حسب المنطقة

### منطقة الشرق العربي
تصنيف حسب عدد الميداليات للألعاب الأولمبية الصيفية إلى غاية الألعاب الأولمبية الصيفية 2024 :
| الترتيب | منتخب                    | ذهبية | فضية | برونزية | المجموع |
| ------- | ------------------------ | ----- | ---- | ------- | ------- |
| 2       | البحرين                  | 4     | 3    | 1       | 9       |
| 1       | قطر                      | 2     | 2    | 5       | 8       |
| 4       | الأردن                   | 1     | 2    | 1       | 4       |
| 3       | سوريا                    | 1     | 1    | 2       | 4       |
| 5       | الكويت                   | 1     | 0    | 4       | 5       |
| 6       | الإمارات العربية المتحدة | 1     | 0    | 1       | 2       |
| 7       | لبنان                    | 0     | 2    | 2       | 4       |
| 8       | السعودية                 | 0     | 2    | 2       | 4       |
| 9       | العراق                   | 0     | 0    | 1       | 1       |
| -       | سلطنة عمان               | 0     | 0    | 0       | 0       |
| -       | فلسطين                   | 0     | 0    | 0       | 0       |
| -       | اليمن                    | 0     | 0    | 0       | 0       |
| المجموع | المجموع                  | 8     | 10   | 16      | 34      |

### منطقة المغرب العربي
تصنيف حسب عدد الميداليات للألعاب الأولمبية الصيفية إلى غاية الألعاب الأولمبية الصيفية 2024 :
| الترتيب | منتخب     | ذهبية | فضية | برونزية | المجموع |
| ------- | --------- | ----- | ---- | ------- | ------- |
| 1       | مصر       | 9     | 12   | 20      | 41      |
| 2       | المغرب    | 8     | 5    | 12      | 26      |
| 3       | الجزائر   | 7     | 4    | 9       | 20      |
| 4       | تونس      | 6     | 4    | 8       | 18      |
| 5       | السودان   | 0     | 1    | 0       | 1       |
| 6       | جيبوتي    | 0     | 0    | 1       | 1       |
| -       | موريتانيا | 0     | 0    | 0       | 0       |
| -       | جزر القمر | 0     | 0    | 0       | 0       |
| -       | ليبيا     | 0     | 0    | 0       | 0       |
| -       | الصومال   | 0     | 0    | 0       | 0       |
| المجموع | المجموع   | 25    | 24   | 47      | 96      |

## التقييم العام
| الدورة  |    |    |    | المجموع |
| 1928    | 2  | 1  | 1  | 4       |
| 1932    | 0  | 0  | 0  | 0       |
| 1936    | 2  | 1  | 2  | 5       |
| 1948    | 2  | 2  | 1  | 5       |
| 1952    | 0  | 1  | 2  | 3       |
| 1956    | 0  | 0  | 0  | 0       |
| 1960    | 0  | 2  | 2  | 4       |
| 1964    | 0  | 1  | 1  | 2       |
| 1968    | 1  | 0  | 1  | 2       |
| 1972    | 0  | 2  | 0  | 2       |
| 1976    | 0  | 0  | 0  | 0       |
| 1980    | 0  | 0  | 1  | 1       |
| 1984    | 2  | 2  | 2  | 6       |
| 1988    | 1  | 0  | 3  | 4       |
| 1992    | 2  | 1  | 3  | 6       |
| 1996    | 3  | 0  | 4  | 7       |
| 2000    | 1  | 3  | 10 | 14      |
| 2004    | 4  | 2  | 4  | 10      |
| 2008    | 1  | 3  | 4  | 8       |
| 2012    | 4  | 3  | 7  | 14      |
| 2016    | 3  | 4  | 8  | 15      |
| 2020    | 5  | 5  | 8  | 18      |
| 2024    | 7  | 4  | 6  | 17      |
| المجموع | 40 | 37 | 70 | 147     |

| رقم     | رياضة          |    |    |    | المجموع |
| 1       | ألعاب القوى    | 17 | 14 | 14 | 43      |
| 2       | رفع الأثقال    | 6  | 4  | 7  | 17      |
| 3       | مصارعة         | 2  | 5  | 5  | 12      |
| 4       | سباحة          | 3  | 0  | 1  | 3       |
| 5       | ملاكمة         | 1  | 1  | 15 | 17      |
| 6       | رماية          | 1  | 0  | 3  | 4       |
| 7       | جودو           | 0  | 2  | 3  | 5       |
| 8       | غطس            | 0  | 1  | 1  | 2       |
| 9       | المسايفة       | 0  | 1  | 1  | 2       |
| 10      | الفروسية       | 0  | 0  | 2  | 2       |
| 11      | التايكواندو    | 1  | 2  | 5  | 8       |
| 12      | الخماسي الحديث | 0  | 1  | 0  | 1       |
| المجموع | المجموع        | 32 | 33 | 64 | 129     |

## روابط خارحية
- المشاركة العربية في بطولة العالم لألعاب القوى